# Кросби, Стилс, Неш & Йънг
„Кросби, Стилс & Неш“ (на английски: Crosby, Stills & Nash) е вокална рок (в поджанровете фолк рок, кънтри рок, софт рок) супергрупа, съставена от американските певци Дейвид Кросби и Стивън Стилс и английския певец Греъм Неш (всичките автори на песни) в щата Калифорния, САЩ.
Групата по-късно носи името „Кросби, Стилс, Неш & Йънг“ (на английски: Crosby, Stills, Nash & Young), когато към нея се присъединява като периодичен четвърти участник канадският певец и автор на песни Нийл Йънг.
Известна е със създаването на сложни вокални хармонии, честите междуличностни спорове, обществената активност и дълбоката следа, която оставят в американската музика и култура. Всичките 4 членове на групата са почетени с място в Залата на славата на рокендрола, а 3 от тях и отделно като членове на други групи.

## История

### Първоначален успех
Преди възникването на „Кросби, Стилс & Неш“ всеки неин член участва в други известни групи. Дейвид Кросби е във фолк рок групата „Бърдс“, Стивън Стилс е вокалист, китарист и композитор на „Бъфало Спрингфийлд“, където участва и Нийл Йънг, а Греъм Неш свири в „Холис“, която е от групите на британската инвазия.
Поради търкания вътре в „Бърдс“ между Кросби и другите членове на групата музикантът я напуска в края на 1967 година. В началото на 1968 година „Бъфало Спрингфийлд“ също се разпада по лични причини и след издаването на последния ѝ албум „Last Time Around“ Стилс се оказва без работа през лятото. Стилс и Кросби търсят неформално обединение и подготвят нова музика. Тогава, на една среща на яхта във Флорида е написана песента „Wooden Ships“ с участието на госта Пол Кантнър от „Джеферсън Еърплейн“.
Неш се запознава с Кросби, докато „Бърдс“ правят концертна обиколка във Великобритания през 1966 година. Когато „Холис“ отива в Калифорния през 1968 година, Неш подновява приятелските си взаимоотношения с Кросби. На събиране в къщата на Джони Мичъл през юли 1968 година Неш пита Стилс и Косби дали искат да повторят версията си на „You Don't Have to Cry“, нова композиция на Стилс, в която на Неш е поверена третата вокална част. Вокалите изграждат нова визия и тримата осъзнават, че са създали химия с гласовете си.
В творчески план Неш не е доволен от „Холис“ и решава да напусне състава, за да се включи към двойката Кросби-Стилс. След неуспешно прослушване за „Епъл Рекърдс“ Ахмет Ертегюн, който харесва „Бъфало Спрингфийлд“, ги привлича в „Атлантик Рекърдс“. След това начало, поради опита им със съответните групи, триото решава да не се затваря в групов шаблон и членовете му използват имената си, за да са сигурни, че ще имат независимост, както и като гаранция че групата няма да продължи да свири, дори ако някой напусне, както правят „Бърдс“ и „Холис“ след раздялата им с Кросби и Неш. Звукозаписният договор с „Атлантик Рекърдс“ е отражение на тази ситуация, давайки на „Кросби, Стилс & Неш“ необичайна свобода, която никоя млада група преди това не е имала.
Триото подписва с екип за представителство, състоящ се от Елиът Робъртс и Дейвид Гефън. Те изготвят договора с „Атлантик Рекърдс“ и помагат за затвърждаването на влиянието на групата в музикалната индустрия. Робъртс прави така, че групата да е фокусирана и еготата на членовете да бъдат сведени до минимум, а Гефън контролира договорите.

## Студийни албуми
- 1969 Crosby, Stills & Nash (CSN)
- 1970 Déjà Vu (CSNY)
- 1977 CSN (CSN)
- 1982 Daylight Again (CSN)
- 1988 American Dream (CSNY)
- 1990 Live It Up (CSN)
- 1994 After the Storm (CSN)
- 1999 Looking Forward (CSNY)